# 아흐메트 타주디노프
아흐메트 마고메도비치 타주디노프(러시아어: Ахмед Магомедович Тажудинов, 아랍어: أحمد تاج الدينوف‎, 1993년 5월 22일~) 또는 아흐마드 타주딘(아랍어: أحمد تاج الدين‎)은 러시아 출신 바레인의 레슬링 선수이다. 2022년부터 바레인 국가대표로 활동하고 있으며 2024년 하계 올림픽 자유형 남자 헤비급에서 금메달을 획득했다. 그는 바레인 국적 레슬링 선수로는 최초로 올림픽 금메달을 획득했고 자유형 레슬링 헤비급 금메달을 획득한 최초의 아시아 국적 레슬링 선수가 되었다.